# Parabel (Mathematik)

Parabel mit Brennpunkt, Scheitelpunkt und Leitlinie

In der Mathematik ist eine Parabel (über lateinisch parabola von altgriechisch παραβολή parabolḗ „Nebeneinanderstellung, Vergleichung, Gleichnis, Gleichheit“; zurückzuführen auf παρά pará „neben“ und βάλλειν bállein „werfen“) eine Kurve zweiter Ordnung und ist daher über eine algebraische Gleichung zweiten Grades beschreibbar. Neben dem Kreis, der Ellipse und der Hyperbel zählt sie zu den Kegelschnitten: Sie entsteht beim Schnitt eines geraden Kreiskegels mit einer Ebene, die parallel zu einer Mantellinie verläuft und nicht durch die Kegelspitze geht. Aufgrund dieser sehr speziellen Schnittvoraussetzung spielt die Parabel unter den Kegelschnitten eine besondere Rolle: Sie besitzt nur einen Brennpunkt und alle Parabeln sind zueinander ähnlich.
Die Parabel wurde von Menaichmos entdeckt und von Apollonios von Perge (etwa 265–190 v. Chr.) als parabolḗ benannt.
Beispiele für Parabeln sind die aus der Schulmathematik bekannten Graphen quadratischer Funktionen {\displaystyle x\mapsto f(x)=ax^{2}+bx+c}.

## Praktische Anwendungen
Auch im täglichen Leben spielen Parabeln eine Rolle:
- Die Funktionsweise von Parabolantennen und Parabolspiegeln beruht auf der geometrischen Eigenschaft der Parabel, parallel zu ihrer Achse einfallende Strahlen im Brennpunkt zu sammeln (siehe weiter unten).
- Ein schräg nach oben geworfener Stein bewegt sich näherungsweise auf einer parabelförmigen Bahn, der Wurfparabel (s. hüpfender Ball, Springbrunnen). Dies hängt damit zusammen, dass Wurfbewegungen durch quadratische Funktionen beschrieben werden.
- In einem Flugzeug, das sich entlang einer Wurfparabel bewegt, herrscht Schwerelosigkeit. Solche Parabelflüge werden zum Training von Astronauten verwendet.
- In der Mathematik werden Parabeln häufig zur Approximation komplizierterer Funktionen verwendet, da sie nach den Geraden (Gleichung: {\displaystyle y=mx+b}) die einfachsten gekrümmten Funktionsgraphen (Gleichung: {\displaystyle y=ax^{2}+bx+c}) sind und sich besser als Geraden an gekrümmte Funktionsgraphen anschmiegen können. Im CAD-Bereich (Computer Aided Design) treten Parabeln als Bézierkurven auf. Ein Vorteil der Parabeln gegenüber Kreisen, Ellipsen und Hyperbeln besteht darin, dass man sie als Funktionsgraph von Polynomfunktionen 2. Grades beschreiben kann.

## Definition mit Leitlinie

Parabel: Definition mit Brennpunkt F, Leitlinie l (schwarz) und Halbparameter p (grün). Das Lot Pl und die Strecke PF (jeweils blau) sind für alle Punkte P der Parabel (rot) gleich lang

Eine Parabel kann geometrisch als Ortslinie beschrieben werden:
Eine Parabel ist der geometrische Ort aller Punkte {\displaystyle P}, deren Abstand {\displaystyle d(P,F)} zu einem speziellen festen Punkt – dem Brennpunkt {\displaystyle F} – gleich dem Abstand {\displaystyle d(P,l)} zu einer speziellen Geraden – der Leitlinie {\displaystyle l} – ist.
Als Punktmenge notiert:
{\displaystyle \{P\mid d(P,F)=d(P,l)\}}
Der Punkt, der in der Mitte zwischen Brennpunkt und Leitgerade liegt, heißt Scheitel oder Scheitelpunkt {\displaystyle S} der Parabel. Die Verbindungsgerade von Brennpunkt und Scheitel wird auch Achse der Parabel genannt. Sie ist die einzige Symmetrieachse der Parabel.
Führt man Koordinaten so ein, dass {\displaystyle F=(0,f)\ ,f>0} ist und die Leitlinie die Gleichung {\displaystyle y=-f} besitzt, so ergibt sich für {\displaystyle P=(x,y)} aus {\displaystyle d(P,F)=d(P,l)} die Gleichung
{\displaystyle y={\tfrac {1}{4f}}x^{2}}
einer nach oben geöffneten Parabel.
Die halbe Weite {\displaystyle p} der Parabel in der Höhe des Brennpunktes ergibt sich aus {\displaystyle y=f={\tfrac {1}{4f}}x^{2}} zu {\displaystyle p=2f} und heißt (analog zu Ellipse und Hyperbel) der Halbparameter der Parabel.
Der Halbparameter {\displaystyle p} ist wie bei Ellipse (im Hauptscheitel) und Hyperbel der Scheitelkrümmungskreisradius, also der Radius des Krümmungskreises an den Scheitelpunkt.
Bei einer Parabel ist {\displaystyle p} außerdem der Abstand des Brennpunktes zur Leitlinie.
Die Gleichung der Parabel lässt sich damit auch in der folgenden Form schreiben:
{\displaystyle x^{2}=2py}
Vertauscht man {\displaystyle x} und {\displaystyle y}, so erhält man mit
{\displaystyle y^{2}=2px}
die Gleichung einer nach rechts geöffneten Parabel.
Aufgrund der Definition ist eine Parabel die Äquidistanz-Kurve zu ihrem Brennpunkt und ihrer Leitlinie.

## Parabel als Funktionsgraph

Parabeln (Parabelschar)

Eine nach oben oder unten geöffnete Parabel mit Scheitel im Nullpunkt (0,0) und der {\displaystyle y}-Achse als Achse wird (in kartesischen Koordinaten) durch eine Gleichung
{\displaystyle y=ax^{2}{\text{ mit }}a\neq 0}
beschrieben. Für {\displaystyle a>0} sind die Parabeln nach oben geöffnet, für {\displaystyle a<0} nach unten (siehe Bild). Dabei gilt:
- Der Brennpunkt ist {\displaystyle \left(0,{\tfrac {1}{4a}}\right)},
- der Halbparameter ist {\displaystyle p={\tfrac {1}{2a}}},
- die Leitlinie hat die Gleichung {\displaystyle y=-{\tfrac {1}{4a}}} und
- die Tangente im Punkt {\displaystyle (x_{0},ax_{0}^{2})} hat die Gleichung {\displaystyle y=2ax_{0}x-ax_{0}^{2}}.

Für {\displaystyle a=1} erhält man die Normalparabel {\displaystyle y=x^{2}}.
Ihr Brennpunkt ist {\displaystyle \left(0,{\tfrac {1}{4}}\right)}, der Halbparameter {\displaystyle p={\tfrac {1}{2}}} und die Leitlinie hat die Gleichung {\displaystyle y=-{\tfrac {1}{4}}}.
Nach einer Verschiebung {\displaystyle (x,y)\mapsto (x+x_{0},y+y_{0})} erhält man die Scheitelform einer beliebigen nach oben oder unten geöffneten Parabel:
{\displaystyle y=a(x-x_{0})^{2}+y_{0}\ ,\ a\neq 0} mit dem Scheitel {\displaystyle S=(x_{0},y_{0})}
Durch Ausmultiplizieren ergibt sich die allgemeine Gleichung einer nach unten oder oben geöffneten Parabel:
{\displaystyle y=ax^{2}+bx+c{\text{ mit }}a,b,c\in \mathbb {R} ,a\neq 0.}
Sie ist der Graph der quadratischen Funktion
{\displaystyle f(x)=ax^{2}+bx+c}.
Ist die Funktion {\displaystyle f(x)=ax^{2}+bx+c} gegeben, so findet man den Scheitel durch quadratische Ergänzung:
{\displaystyle S=(x_{0},y_{0})=\left(-{\tfrac {b}{2a}},c-{\tfrac {b^{2}}{4a}}\right)}

## Jede Parabel ist zur Normalparabely = x²ähnlich

Parabel mit dem Faktor 2 am Ursprung gestreckt, das Ergebnis ist die Parabel

In der Geometrie sind zwei Figuren genau dann zueinander ähnlich, wenn sie durch eine Ähnlichkeitsabbildung ineinander übergeführt werden können.
Eine Ähnlichkeitsabbildung ist eine Hintereinanderausführung von zentrischen Streckungen, Verschiebungen, Drehungen und Spiegelungen.
Eine beliebige Parabel {\displaystyle {\mathcal {P}}} mit Scheitelpunkt {\displaystyle S=(s_{1},s_{2})} kann durch die Verschiebung {\displaystyle (x,y)\mapsto (x-s_{1},y-s_{2})} und eine geeignete Drehung um den Ursprung so transformiert werden, dass die transformierte Parabel den Ursprung als Scheitel und die {\displaystyle y}-Achse als Achse besitzt. Also ist die Parabel {\displaystyle {\mathcal {P}}} zu einer Parabel mit der Gleichung {\displaystyle y=ax^{2}} ähnlich. Durch die zusätzliche zentrische Streckung {\displaystyle (x,y)\mapsto (ax,ay)} wird die Parabel schließlich in die Normalparabel {\displaystyle y=x^{2}} überführt. Also gilt
- Jede Parabel ist zur Normalparabel ähnlich.

Bemerkungen:
1. Diese Aussage ist nur für Parabeln richtig und nicht für Ellipsen/Einheitskreis und Hyperbeln/Einheitshyperbel.
2. Es gibt andere einfache affine Abbildungen, die die Parabel {\displaystyle y=ax^{2}} auf die Normalparabel abbilden, zum Beispiel {\displaystyle (x,y)\mapsto \left(x,{\tfrac {y}{a}}\right)}. Jedoch ist diese Abbildung keine Ähnlichkeitsabbildung.

## Parabel als Sonderfall der Kegelschnitte

Kegelschnittschar mit Scharparameter

Die Schar der Kegelschnitte, deren Achse die {\displaystyle x}-Achse ist und die einen Scheitelpunkt im Ursprung (0,0) mit dem Scheitelkrümmungskreisradius {\displaystyle p} haben, lässt sich durch die Gleichung
{\displaystyle y^{2}=2px+(\varepsilon ^{2}-1)x^{2}\qquad ,\ \varepsilon \geq 0}
beschreiben.
- Für {\displaystyle \varepsilon =0} erhält man einen Kreis (Scheitelkrümmungskreis aller Kegelschnitte der Schar),
- für {\displaystyle 0<\varepsilon <1} eine Ellipse,
- für {\displaystyle \varepsilon =1} eine Parabel und
- für {\displaystyle \varepsilon >1} eine Hyperbel (s. Bild).

Die allgemeine Gleichung für Kegelschnitte lautet
{\displaystyle ax^{2}+bxy+cy^{2}+dx+ey+f=0\quad ,} {\displaystyle a,b,c} nicht alle 0.
Um zu erkennen, welcher Kegelschnitt durch eine konkrete Gleichung beschrieben wird, muss man eine Hauptachsentransformation (Drehung und anschließende Verschiebung des Koordinatensystems) durchführen. Siehe hierzu Kegelschnitt.

## Parabel als Kegelschnitt

Dandelin-Kugel: Parabel-Fall (Grund- und Aufriss)

Schneidet man einen geraden Kreiskegel mit einer Ebene {\displaystyle \pi }, deren Neigung gleich der Neigung der Mantellinien des Kegels ist, so ergibt sich eine Parabel als Schnittkurve (s. Bild, rote Kurve). Den Nachweis der definierenden Eigenschaft bzgl. Brennpunkt und Leitlinie (s. oben) führt man mit Hilfe einer Dandelin’schen Kugel, das ist eine Kugel, die den Kegel in einem Kreis {\displaystyle c} und die Parabel-Ebene in einem Punkt {\displaystyle F} berührt. Es stellt sich heraus, dass {\displaystyle F} der Brennpunkt der Schnittparabel und die Schnittgerade der Ebene des Berührkreises {\displaystyle c} mit der Ebene {\displaystyle \pi } die Leitlinie {\displaystyle l} ist.
1. {\displaystyle P} sei ein beliebiger Punkt der Schnittkurve.
2. Die Strecken {\displaystyle {\overline {PF}}} und {\displaystyle {\overline {PA}}} sind tangential zur Kugel und damit gleich lang.
3. Die Ebenen durch die Mantellinie {\displaystyle m_{0}} schneiden die Parabelebene in einer Schar paralleler Geraden, die senkrecht zur Geraden {\displaystyle l} sind ({\displaystyle m_{0}\parallel \pi }!).
4. Anwendung des Strahlensatzes auf die sich in {\displaystyle A} schneidenden Geraden {\displaystyle ZP,BD} und die parallelen Strecken {\displaystyle {\overline {BP}},{\overline {ZD}}} liefert die Gleichheit der Länge der Strecken {\displaystyle {\overline {PA}},{\overline {PB}}}. (Man beachte: {\displaystyle {\overline {ZA}},{\overline {ZD}}} sind gleich lang!).
5. Aus der Gleichheit der Länge der Strecken {\displaystyle {\overline {PF}}} und {\displaystyle {\overline {PA}}} folgt schließlich

{\displaystyle |PF|=|Pl|}.

## Fadenkonstruktion einer Parabel

Parabel: Fadenkonstruktion

Die Definition einer Parabel mit Hilfe der Leitlinie bietet eine einfache Möglichkeit, mit Hilfe eines Fadens und eines rechten Winkels (hier in T-Form zum Gleiten entlang einer Gerade) einen Parabelbogen zu zeichnen:
(0) Wahl des Brennpunktes {\displaystyle F} und der Leitlinie {\displaystyle l} der zu zeichnenden Parabel

(1) Faden der Länge {\displaystyle |AB|} (in der Zeichnung blau)

(2) Befestigung des einen Fadenendes im Punkt {\displaystyle A} des Lineals, das andere Ende im Brennpunkt {\displaystyle F}

(3) Anlegen des Winkels so, dass der eine Schenkel entlang der Leitlinie gleiten kann

(4) Mit einem Stift den Faden so spannen, dass er an der Linealkante anliegt

(5) Durch Verschieben des Lineals entlang der Leitlinie überstreicht der Stift einen Parabelbogen, denn es ist stets {\displaystyle |PF|=|PB|} (Leitlinieneigenschaft).

## Steiner-Erzeugung einer Parabel und der zu ihr dualen Parabel

### Parabel

Parabel: Steiner-Erzeugung

Die folgende Idee, einzelne Punkte einer Parabel zu konstruieren, beruht auf der Steiner-Erzeugung eines Kegelschnitts
Hat man für zwei Geradenbüschel in zwei Punkten {\displaystyle U,\,V} (alle Geraden durch den Punkt {\displaystyle U} bzw. {\displaystyle V}) eine projektive, aber nicht perspektive Abbildung {\displaystyle \pi } des einen Büschels auf das andere, so bilden die Schnittpunkte zugeordneter Geraden einen nicht ausgearteten Kegelschnitt.
Für die Erzeugung einzelner Punkte der Parabel {\displaystyle y=ax^{2}} gehen wir von dem Geradenbüschel im Scheitel {\displaystyle S} und dem Parallelbüschel {\displaystyle \Pi _{y}} der Parallelen zur {\displaystyle y}-Achse aus (d. i. das Geradenbüschel des Fernpunktes der {\displaystyle y}-Achse). Seien nun {\displaystyle P=(x_{0},y_{0})} ein Punkt der Parabel und {\displaystyle A=(0,y_{0})}, {\displaystyle B=(x_{0},0)}. Wir unterteilen die Strecke {\displaystyle {\overline {BP}}} in {\displaystyle n} gleich lange Stücke und übertragen diese Unterteilung mittels einer Parallelprojektion in Richtung {\displaystyle AB} auf die Strecke {\displaystyle {\overline {AP}}} (s. Bild). Die benutzte Parallelprojektion vermittelt die nötige projektive Abbildung des Büschels in {\displaystyle S} und des Parallelbüschels {\displaystyle \Pi _{y}}. Die Schnittpunkte der zugeordneten Geraden {\displaystyle SB_{i}} und der {\displaystyle i}-ten Parallele zur {\displaystyle y}-Achse liegen dann auf der durch die Vorgaben eindeutig bestimmten Parabel (s. Bild).
Der Beweis ergibt sich durch eine einfache Rechnung. Siehe auch: projektiver Kegelschnitt.
Bemerkung: Die linke Hälfte der Parabel erhält man durch Spiegelung an der {\displaystyle y}-Achse.
Bemerkung:
1. Auch für Ellipsen und Hyperbeln gibt es die Steiner-Erzeugung.
2. Statt des Scheitels der Parabel und der Scheiteltangente kann man auch einen beliebigen Punkt und seine Tangente benutzen.

### Duale Parabel
- Eine duale Parabel besteht aus der Menge der Tangenten einer (gewöhnlichen) Parabel.

Die vorige Steiner-Erzeugung einer Parabel lässt sich dualisieren, d. h., die Bedeutung von Punkten und Geraden wird vertauscht:
- Hat man für zwei Punktreihen zweier Geraden {\displaystyle u,\,v} eine projektive, aber nicht perspektive Abbildung {\displaystyle \pi } der einen Punktreihe auf die andere, so bilden die Verbindungsgeraden zugeordneter Punkte einen nicht ausgearteten dualen Kegelschnitt (s. Satz von Steiner). Die Geraden {\displaystyle u,v} sind auch Tangenten, also Elemente des dualen Kegelschnitts.

In der Praxis
1. gibt man drei Punkte {\displaystyle P_{0},P_{1},P_{2}} vor,

Duale Parabel und Bezierkurve vom Grad 2 (rechts: Kurvenpunkt und Teilpunkte zu)

2. unterteilt sowohl die Strecke {\displaystyle P_{0}P_{1}} als auch {\displaystyle P_{1}P_{2}} in {\displaystyle n} jeweils gleiche Teile und nummeriert sie wie im Bild.
3. Die Geraden {\displaystyle P_{0}P_{1},P_{1}P_{2},\;(1,1),(2,2),\dotsc } sind dann die Tangenten einer Parabel (die Elemente einer dualen Parabel).
4. Die Parabel ist eine Bezierkurve vom Grad 2 mit den Punkten {\displaystyle P_{0},P_{1},P_{2}} als Kontrollpunkte.

Beweis:
Sind {\displaystyle {\vec {p}}_{0},{\vec {p}}_{1},{\vec {p}}_{2}} die Ortsvektoren der Punkte {\displaystyle P_{0},P_{1},P_{2}}, so ist
{\displaystyle {\vec {c}}(t)=(1-t)^{2}{\vec {p}}_{0}+2t(1-t){\vec {p}}_{1}+t^{2}{\vec {p}}_{2}}
die zugehörige Bezierkurve (Parabel). Die Ableitung (der Tangentenvektor) ist
{\displaystyle {\vec {c}}'(t)=\cdots =2\left((1-t){\vec {p}}_{1}+t{\vec {p}}_{2}-(1-t){\vec {p}}_{0}-t{\vec {p}}_{1}\right)=2\left({\vec {q}}_{1}(t)-{\vec {q}}_{0}(t)\right).}
Dabei sind {\displaystyle Q_{0}(t):\;{\vec {q}}_{0}(t)=(1-t){\vec {p}}_{0}+t{\vec {p}}_{1},\ Q_{1}(t):\;{\vec {q}}_{1}(t)=(1-t){\vec {p}}_{1}+t{\vec {p}}_{2}} die zum Parameter {\displaystyle t} gehörigen Teilpunkte der Strecken {\displaystyle P_{0}P_{1}} und {\displaystyle P_{1}P_{2}}. Man rechnet nach, dass {\displaystyle {\vec {c}}(t)=(1-t){\vec {q}}_{0}(t)+t{\vec {q}}_{1}(t)} ist. Also ist die Gerade {\displaystyle Q_{0}(t)Q_{1}(t)} Tangente im Parabelpunkt {\displaystyle {\vec {c}}(t)}.
Bemerkung: Der Beweis ergibt sich auch aus den ersten zwei Schritten des De-Casteljau-Algorithmus für eine Bezierkurve vom Grad 2.

## Parabel als affines Bild der Normalparabel

Parabel als affines Bild der Normalparabel

Eine andere Definition der Parabel benutzt eine spezielle geometrische Abbildung, nämlich die Affinität. Hier ist eine Parabel als affines Bild der Normalparabel {\displaystyle y=x^{2}} definiert.
Parameterdarstellung
Eine affine Abbildung in der reellen Ebene hat die Form {\displaystyle {\vec {x}}\to {\vec {f}}_{0}+A{\vec {x}}}, wobei {\displaystyle A} eine reguläre Matrix (Determinante nicht 0) und {\displaystyle {\vec {f}}_{0}} ein beliebiger Vektor ist. Sind {\displaystyle {\vec {f}}_{1},{\vec {f}}_{2}} die Spaltenvektoren der Matrix {\displaystyle A}, so wird die Normalparabel {\displaystyle (t,t^{2}),t\in \mathbb {R} ,} auf die Parabel
{\displaystyle {\vec {x}}={\vec {p}}(t)={\vec {f}}_{0}+{\vec {f}}_{1}t+{\vec {f}}_{2}t^{2}}
abgebildet. {\displaystyle {\vec {f}}_{0}} ist ein Punkt der Parabel und {\displaystyle {\vec {f}}_{1}} Tangentenvektor in diesem Punkt. {\displaystyle {\vec {f}}_{1},{\vec {f}}_{2}} stehen i. A. nicht senkrecht aufeinander. D. h., {\displaystyle {\vec {f}}_{0}} ist i. A. nicht der Scheitel der Parabel. Aber: Die Parabelachse (Symmetrieachse durch den Scheitel) ist parallel zu {\displaystyle {\vec {f}}_{2}}. Diese Definition einer Parabel liefert eine einfache Parameterdarstellung einer beliebigen Parabel.
Scheitel, Scheitelform
Da im Scheitel die Tangente zur Parabelachse senkrecht steht und die Tangentenrichtung in einem Parabelpunkt {\displaystyle {\vec {p}}'(t)={\vec {f}}_{1}+2t{\vec {f}}_{2}} ist, ergibt sich der Parameter {\displaystyle t_{0}} des Scheitels aus der Gleichung
{\displaystyle {\vec {p}}'(t)\cdot {\vec {f}}_{2}={\vec {f}}_{1}\cdot {\vec {f}}_{2}+2t{\vec {f}}_{2}^{\,2}=0} zu {\displaystyle t_{0}=-{\tfrac {{\vec {f}}_{1}\cdot {\vec {f}}_{2}}{2{\vec {f}}_{2}^{\,2}}}}.
Die Scheitelform der Parameterdarstellung der Parabel ist
{\displaystyle {\vec {x}}={\vec {p}}(t)={\vec {p}}(t_{0})+{\vec {p}}'(t_{0})(t-t_{0})+{\vec {f}}_{2}(t-t_{0})^{2}}.
Beispiele
1. {\displaystyle {\vec {f}}_{0}={\begin{pmatrix}0\\0\end{pmatrix}},\ {\vec {f}}_{1}={\begin{pmatrix}1\\0\end{pmatrix}},\ {\vec {f}}_{2}={\begin{pmatrix}0\\a\end{pmatrix}}} liefert die übliche Parameterdarstellung der Parabel {\displaystyle y=ax^{2}:\quad (t,at^{2})}.

Parabel:
Transformation auf Scheitelform (Beispiel 3)

1. {\displaystyle {\vec {f}}_{0}={\begin{pmatrix}x_{0}\\y_{0}\end{pmatrix}},\ {\vec {f}}_{1}={\begin{pmatrix}\cos \varphi \\\sin \varphi \end{pmatrix}},\ {\vec {f}}_{2}={\begin{pmatrix}-a\sin \varphi \\a\cos \varphi \end{pmatrix}}} liefert die Parameterdarstellung der Parabel, die aus {\displaystyle y=ax^{2}} durch Drehung um den Winkel {\displaystyle \varphi } und anschließende Verschiebung um {\displaystyle {\vec {f}}_{0}} hervorgeht. Die Parameterdarstellung ist schon in Scheitelform: Der Scheitel ist {\displaystyle (x_{0},y_{0}).}
2. {\displaystyle {\vec {f}}_{0}={\begin{pmatrix}0\\0\end{pmatrix}},\ {\vec {f}}_{1}={\begin{pmatrix}1\\0\end{pmatrix}},\ {\vec {f}}_{2}={\begin{pmatrix}1\\1\end{pmatrix}}} liefert die Parabel {\displaystyle {\vec {x}}={\vec {p}}(t)={\begin{pmatrix}1\\0\end{pmatrix}}t+{\begin{pmatrix}1\\1\end{pmatrix}}t^{2}.} Die Parameterdarstellung ist nicht in Scheitelform. Der Scheitelparameter ist {\displaystyle t_{0}=-{\tfrac {1}{2\cdot 2}}=-{\tfrac {1}{4}}} und die Scheitelform lautet:

{\displaystyle {\vec {x}}={\vec {p}}(t)={\frac {1}{16}}{\begin{pmatrix}-3\\1\end{pmatrix}}+{\frac {1}{2}}{\begin{pmatrix}1\\-1\end{pmatrix}}\left(t+{\frac {1}{4}}\right)+{\begin{pmatrix}1\\1\end{pmatrix}}\left(t+{\frac {1}{4}}\right)^{2}}
Implizite Darstellung
Löst man die Parameterdarstellung mit Hilfe der Cramerschen Regel nach {\displaystyle \;t,t^{2}\;} auf und verwendet {\displaystyle \;t\cdot t-t^{2}=0\;}, erhält man die implizite Darstellung
{\displaystyle \det({\vec {x}}\!-\!{\vec {f}}\!_{0},{\vec {f}}\!_{2})^{2}-\det({\vec {f}}\!_{1},{\vec {x}}\!-\!{\vec {f}}\!_{0})\det({\vec {f}}\!_{1},{\vec {f}}\!_{2})=0}.
Parabeln im Raum
Sind die Vektoren {\displaystyle {\vec {f}}_{0},{\vec {f}}_{1},{\vec {f}}_{2}} aus dem {\displaystyle \mathbb {R} ^{3}}, so erhält man eine Parameterdarstellung einer Parabel im Raum.

## Affine Selbstabbildungen der Parabely = x²
Nicht jede affine Abbildung der reellen affinen Ebene (s. vorigen Abschnitt) bildet die Normparabel {\displaystyle y=x^{2}} auf eine andere Parabel ab. Die folgenden affinen Abbildungen lassen die Parabel {\displaystyle y=x^{2}} als Ganzes invariant:
- {\displaystyle (x,y)\rightarrow (ax+b,a^{2}y+2abx+b^{2}),a\neq 0.}

Dies sind die einzigen affinen Abbildungen, die die Parabel {\displaystyle y=x^{2}} invariant lassen.
Zum Beweis: Setze {\displaystyle y=x^{2}} und wende die 1. binomische Formel an.
Spezialfälle:
1. Für {\displaystyle a=1,\,b=0} bleibt jeder Punkt der Ebene fest. Diese Abbildung heißt Identität.
2. Für {\displaystyle a=1,\,b\neq 0} wird jeder Punkt der Parabel bewegt, d. h., es gibt keinen Fixpunkt auf der Parabel.
3. Für {\displaystyle a=-1} ist die Abbildung involutorisch, d. h., zweimal ausgeführt ist sie die Identität. Man nennt so eine Abbildung Schrägspiegelung, da eine Gerade, nämlich {\displaystyle \textstyle x={\frac {b}{2}}}, punktweise fest bleibt (siehe Abschnitt „Mittelpunkte paralleler Sehnen“). In diesem Fall gibt es genau einen Fixpunkt auf der Parabel: {\displaystyle ({\tfrac {b}{2}},{\tfrac {b^{2}}{4}})}. Nur im Fall {\displaystyle b=0} ist eine Schrägspiegelung eine „normale“ Spiegelung an der {\displaystyle y}-Achse.

Bemerkung: Ergänzt man die reelle affine Ebene durch eine Ferngerade und deren Fernpunkte zu einer projektiven Ebene und fügt der Parabel {\displaystyle y=x^{2}} den Fernpunkt der {\displaystyle y}-Achse hinzu, so erhält man einen nicht ausgearteten projektiven Kegelschnitt und hat mehr Abbildungen, projektive Kollineationen, zur Verfügung. Z. B. lässt die projektive Kollineation mit
{\displaystyle (x,y)\rightarrow \left(\textstyle {\frac {x}{y}},{\tfrac {1}{y}}\right)}
die so erweiterte Parabel invariant. Diese Abbildung ist involutorisch, lässt die Parabelpunkte {\displaystyle (1,1),(-1,1)} fix und vertauscht den Parabelpunkt {\displaystyle (0,0)} mit dem Fernpunkt der {\displaystyle y}-Achse.

## Eigenschaften

### Brennpunkt

Parabel: Brennpunkt-Eigenschaft

Wird ein Strahl, der parallel zur Achse einfällt, an der Parabel – d. h. an ihrer Tangente – gespiegelt, so geht der gespiegelte Strahl durch den Brennpunkt. Dieser gespiegelte Strahl wird auch Brennlinie oder Brennstrahl des betreffenden Parabelpunktes genannt. Die entsprechende Eigenschaft hat auch ein Rotationsparaboloid, also die Fläche, die entsteht, wenn man eine Parabel um ihre Achse dreht; sie wird häufig in der Technik verwendet (siehe Parabolspiegel).
Um diese Eigenschaft einer Parabel nachzuweisen, geht man von einer Parabel der Form {\displaystyle y=ax^{2}} aus. Dies ist keine Einschränkung, da jede Parabel in einem geeigneten Koordinatensystem so dargestellt werden kann. Die Tangente in einem Parabelpunkt {\displaystyle P=(x_{0},ax_{0}^{2})} hat die Gleichung {\displaystyle y=2ax_{0}(x-x_{0})+ax_{0}^{2}} (Die Steigung der Tangente ergibt sich aus der Ableitung {\displaystyle y'=2ax}.) Die Tangente schneidet die {\displaystyle y}-Achse im Punkt {\displaystyle T=(0,-ax_{0}^{2})}. Der Brennpunkt ist {\displaystyle F=(0,f),\ f={\tfrac {1}{4a}}}. Der Lotfußpunkt des Lotes von {\displaystyle P} auf die Leitlinie {\displaystyle l} ist {\displaystyle L=(x_{0},-f)}. Für eine Parabel ist {\displaystyle |PF|=|PL|}. Aus den im Bild angegebenen Koordinaten der Punkte {\displaystyle F,T,P,L} erkennt man, dass {\displaystyle |FT|=|PL|} ist. Damit ist das Viereck {\displaystyle PFTL} eine Raute und die Tangente ist eine Diagonale dieser Raute und damit eine Winkelhalbierende. Hieraus folgt:
- Der Brennstrahl {\displaystyle PF} ist die Spiegelung des einfallenden Strahls an der Tangente/Parabel.

Der Beweis und die Zeichnung zeigen eine Möglichkeit, die Tangente in einem Parabelpunkt mit Hilfe des Brennpunktes, der Leitlinie und der Raute {\displaystyle FPLT} zu konstruieren. (Weitere Tangentenkonstruktionen sind im Abschnitt Tangentenkonstruktion enthalten.)

### Mittelpunkte paralleler Sehnen
Für jede Parabel gilt:

Parabel:
Mittelpunkte paralleler Sehnen

- Die Mittelpunkte paralleler Sehnen (s. Bild) liegen auf einer Gerade. Diese Gerade ist parallel zur Parabelachse.

D. h., zu jedem Punktepaar {\displaystyle P,Q} einer Sehne {\displaystyle s} gibt es eine Schrägspiegelung an einer Gerade {\displaystyle m}, die die Punkte {\displaystyle P,Q} vertauscht und die Parabel auf sich abbildet. Dabei versteht man unter einer Schrägspiegelung eine Verallgemeinerung einer gewöhnlichen Spiegelung an einer Gerade {\displaystyle m}, bei der alle Strecken Punkt-Bildpunkt zwar parallel zueinander aber nicht unbedingt senkrecht zur Spiegelachse {\displaystyle m} sind. Sind die Sehnen senkrecht zur Parabelachse, so ist die Gerade {\displaystyle m} die Parabelachse und die Schrägspiegelung eine gewöhnliche Spiegelung.
Den Nachweis dieser Eigenschaft führt man am einfachsten an der Normalparabel {\displaystyle y=x^{2}} durch. Da alle Parabeln affine Bilder der Normalparabel sind (s. o.) und bei einer affinen Abbildung Mittelpunkte von Strecken in die Mittelpunkte der Bildstrecken übergehen, gilt die obige Eigenschaft für alle Parabeln.

### Punktkonstruktion
Eine beliebige Parabel kann in einem geeigneten Koordinatensystem durch eine Gleichung {\displaystyle y=ax^{2}} beschrieben werden.

Parabel: Punktkonstruktion,

Eine weitere Möglichkeit Parabelpunkte zu konstruieren, setzt die Kenntnis von drei Parabelpunkten und der Richtung der Parabelachse voraus:
Für eine Parabel {\displaystyle y=ax^{2}} gilt: Sind
- {\displaystyle P_{1}=(x_{1},y_{1}),\,P_{2}=(x_{2},y_{2}),\,P_{3}=(x_{3},y_{3}),\,P_{4}=(x_{4},y_{4})} vier Punkte der Parabel {\displaystyle y=ax^{2}} und
- {\displaystyle Q_{2}} der Schnittpunkt der Sekante {\displaystyle P_{1}P_{4}} mit der Geraden {\displaystyle x=x_{2}} sowie
- {\displaystyle Q_{1}} der Schnittpunkt der Sekante {\displaystyle P_{2}P_{3}} mit der Geraden {\displaystyle x=x_{1}} (s. Bild),

dann ist die Sekante {\displaystyle P_{3}P_{4}} parallel zur Geraden {\displaystyle Q_{1}Q_{2}}. {\displaystyle x=x_{1}} und {\displaystyle x=x_{2}} sind Parallelen zur Parabelachse.
Sind die drei Punkte {\displaystyle P_{1},\,P_{2},\,P_{3}} einer Parabel gegeben, so kann durch Vorgabe einer Geraden durch {\displaystyle P_{3}} (nicht parallel zur Parabelachse und keine Tangente) mit dieser Eigenschaft der Parabelpunkt {\displaystyle P_{4}} auf dieser Geraden konstruiert werden.
Zum Beweis: Da nur Schneiden, Verbinden und Parallelität eine Rolle spielen, kann man den Beweis an der affin äquivalenten Normalparabel {\displaystyle y=x^{2}} führen. Eine kurze Rechnung zeigt, dass die Gerade {\displaystyle Q_{1}Q_{2}} parallel zur Geraden {\displaystyle P_{3}P_{4}} ist.
Bemerkung: Diese Eigenschaft einer Parabel ist eine affine Version der 5-Punkte-Ausartung des Satzes von Pascal.

### Tangentenkonstruktion

Parabel: Tangentenkonstruktion, Tangente in

Parabel: Tangentenkonstruktion: ,Tang. in Tang. in

Eine beliebige Parabel kann in einem geeigneten Koordinatensystem durch eine Gleichung {\displaystyle y=ax^{2}} beschrieben werden.

#### 1. Methode
Für eine Parabel {\displaystyle y=ax^{2}} gilt:
- Sind {\displaystyle P_{0}=(x_{0},y_{0}),P_{1}=(x_{1},y_{1}),P_{2}=(x_{2},y_{2})} drei Punkte der Parabel {\displaystyle y=ax^{2}} und

{\displaystyle Q_{2}} der Schnittpunkt der Sekante {\displaystyle P_{0}P_{1}} mit der Gerade {\displaystyle x=x_{2}}, sowie
{\displaystyle Q_{1}} der Schnittpunkt der Sekante {\displaystyle P_{0}P_{2}} mit der Gerade {\displaystyle x=x_{1}} (s. Bild),
dann ist die Tangente im Punkt {\displaystyle P_{0}} parallel zur Gerade {\displaystyle Q_{1}Q_{2}}.
({\displaystyle x=x_{1}} und {\displaystyle x=x_{2}} sind Parallelen zur Parabelachse.)
Diese Eigenschaft kann zur Konstruktion der Tangente im Punkt {\displaystyle P_{0}} benutzt werden.
Zum Beweis: Da nur Schneiden, Verbinden und Parallelität eine Rolle spielt, kann man den Beweis an der affin äquivalenten Normalparabel {\displaystyle y=x^{2}} führen. Eine kurze Rechnung zeigt, dass die Gerade {\displaystyle Q_{1}Q_{2}} die Steigung {\displaystyle 2x_{0}} hat. Dies ist die Steigung der Tangente im Punkt {\displaystyle P_{0}}.
Bemerkung: Diese Eigenschaft einer Parabel ist eine affine Version der 4-Punkte-Ausartung des Satzes von Pascal.

#### 2. Methode
Eine zweite Möglichkeit, die Tangente in einem Punkt zu konstruieren, beruht auf der folgenden Eigenschaft einer Parabel {\displaystyle y=ax^{2}}:
- Sind {\displaystyle P_{1}=(x_{1},y_{1}),P_{2}=(x_{2},y_{2})} zwei Punkte der Parabel {\displaystyle y=ax^{2}} und

{\displaystyle Q_{2}} der Schnittpunkt der Tangente in {\displaystyle P_{1}} mit der Gerade {\displaystyle x=x_{2}}, sowie
{\displaystyle Q_{1}} der Schnittpunkt der Tangente in {\displaystyle P_{2}} mit der Gerade {\displaystyle x=x_{1}} (s. Bild),
dann ist die Sekante {\displaystyle P_{1}P_{2}} parallel zur Gerade {\displaystyle Q_{1}Q_{2}}.
({\displaystyle x=x_{1}} und {\displaystyle x=x_{2}} sind Parallelen zur Parabelachse.)
Zum Beweis: Da nur Schneiden, Verbinden und Parallelität eine Rolle spielen, kann man den Beweis an der affin äquivalenten Normalparabel {\displaystyle y=x^{2}} führen.
Bemerkung: Diese Eigenschaft einer Parabel ist eine affine Version der 3-Punkte-Ausartung des Satzes von Pascal.

### Achsenrichtung-Konstruktion

Parabel: Achsenrichtung-Konstruktion

Bei der Punktkonstruktion und der Tangentenkonstruktion (s. o.) wird jeweils die Achsenrichtung der Parabel als bekannt vorausgesetzt. Ist die Achsenrichtung nicht bekannt, so lässt sie sich entweder
1) mit Hilfe der Mittelpunkte zweier paralleler Sehnen (s. oben) oder
2) mit Hilfe der folgenden Eigenschaft einer Parabel, die die Kenntnis zweier Parabelpunkte und deren Tangenten voraussetzt,
konstruieren.
Eine beliebige Parabel kann in einem geeigneten Koordinatensystem durch eine Gleichung {\displaystyle y=ax^{2}} beschrieben werden.
Für eine Parabel {\displaystyle y=ax^{2}} gilt: Sind
- {\displaystyle P_{1}=(x_{1},y_{1}),\,P_{2}=(x_{2},y_{2})} zwei Punkte der Parabel,
- {\displaystyle t_{1},\,t_{2}} die zugehörigen Tangenten,
- {\displaystyle Q_{1}} der Schnittpunkt der beiden Tangenten {\displaystyle t_{1},\,t_{2}},
- {\displaystyle Q_{2}} der Schnittpunkt der Parallele zu {\displaystyle t_{1}} durch den Punkt {\displaystyle P_{2}} mit der Parallele zu {\displaystyle t_{2}} durch {\displaystyle P_{1}} (s. Bild),

dann ist die Gerade {\displaystyle Q_{1}Q_{2}} parallel zur Parabelachse und hat die Gleichung
{\displaystyle x={\frac {x_{1}+x_{2}}{2a}}.}
Zum Beweis: Wie bei den vorigen Parabeleigenschaften kann man den Beweis für die Normalparabel {\displaystyle y=x^{2}} durchrechnen.
Bemerkung: Die hier beschriebene Eigenschaft ist eine affine Version der 3-Tangenten-Ausartung des Satzes von Brianchon.

### Pol-Polare-Beziehung

Parabel: Pol-Polare-Beziehung

Eine Parabel lässt sich in einem geeigneten Koordinatensystem immer durch eine Gleichung der Form {\displaystyle y=ax^{2}} beschreiben. Die Gleichung der Tangente in einem Parabelpunkt {\displaystyle P_{0}=(x_{0},y_{0}),y_{0}=ax_{0}^{2}} ist {\displaystyle y=2ax_{0}(x-x_{0})+y_{0}=2ax_{0}x-ax_{0}^{2}=2ax_{0}x-y_{0}}. Lässt man im rechten Teil der Gleichung zu, dass {\displaystyle P_{0}=(x_{0},y_{0})} ein beliebiger Punkt der Ebene ist, so wird
dem Punkt {\displaystyle P_{0}=(x_{0},y_{0})} die Gerade {\displaystyle y=2ax_{0}x-y_{0}} zugeordnet.
Und umgekehrt kann man
der Gerade {\displaystyle y=mx+d} den Punkt {\displaystyle \left({\tfrac {m}{2a}},-d\right)} zuordnen.
So eine Zuordnung Punkt <-> Gerade nennt man eine Polarität oder Pol-Polare-Beziehung. Der Pol ist der Punkt, die Polare ist die zugehörige Gerade.
Die Bedeutung dieser Pol-Polare-Beziehung besteht darin, dass die möglichen Schnittpunkte der Polare mit der Parabel die Berührpunkte der Tangenten durch den Pol an die Parabel sind.
- Liegt der Punkt (Pol) auf der Parabel, so ist seine Polare die Tangente in diesem Punkt (s. Bild: {\displaystyle P_{1},\ p_{1}}).
- Liegt der Pol außerhalb der Parabel, so sind die Schnittpunkte der Polare mit der Parabel die Berührpunkte der Tangenten durch den Pol an die Parabel (s. Bild: {\displaystyle P_{2},\ p_{2}}).
- Liegt der Punkt innerhalb der Parabel, so hat seine Polare keinen Schnittpunkt mit der Parabel (s. Bild: {\displaystyle P_{3},\ p_{3}} und {\displaystyle P_{4},\ p_{4}}).

Zum Beweis: Die Bestimmung der Schnittpunkte der Polaren eines Punktes {\displaystyle (x_{0},y_{0})} mit der Parabel {\displaystyle y=ax^{2}} und die Suche nach Parabelpunkten, deren Tangenten den Punkt {\displaystyle (x_{0},y_{0})} enthalten, führen auf dieselbe quadratische Gleichung.
Bemerkung:
1. Der Schnittpunkt zweier Polaren (z. B. im Bild: {\displaystyle p_{3},p_{4}}) ist der Pol der Verbindungsgerade der zugehörigen Pole (hier: {\displaystyle P_{3},P_{4}}).
2. Brennpunkt und Leitlinie sind zueinander polar.
3. Zur Parabelachse parallele Geraden haben keine Pole. Man sagt: „Ihre Pole liegen auf der Ferngeraden.“

Bemerkung: Pol-Polare-Beziehungen gibt es auch für Ellipsen und Hyperbeln. Siehe auch projektiver Kegelschnitt.

### Orthogonale Tangenten

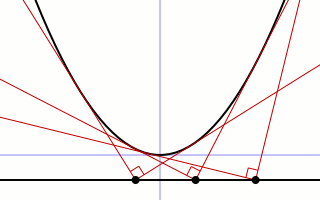
Parabel: zueinander orthogonale Tangenten

Eine Parabel besitzt folgende Eigenschaft:
- Zueinander orthogonale Tangenten schneiden sich auf der Leitlinie.

Der geometrische Ort aller Punkte, in denen sich Tangenten einer gegebenen Kurve orthogonal schneiden, heißt Orthoptische Kurve. Bei einer Parabel ist also ihre Leitlinie die zugehörige orthoptische Kurve.

### Fußpunktkurve

Fußpunktkurve einer Parabel bezüglich ihres Brennpunktes

Fußpunktkurven der Parabel – Spezialfälle:
Brennpunkt F als Pol (grün)
Scheitelpunkt S als Pol (rot)
am Scheitel gespiegelter Brennpunkt G als Pol (orange)
an Leitlinie gespiegelter Brennpunkt H als Pol (blau)

Die Fußpunktkurve (engl.: pedal curve) einer (regulären) Kurve ist die Gesamtheit der Lotfußpunkte von einem festen Punkt {\displaystyle P}, dem Pol, aus auf die Tangenten der Kurve.
Für eine Parabel gilt:
- Die Fußpunktkurve einer Parabel bezüglich ihres Brennpunktes {\displaystyle F} als Pol ist die Tangente im Scheitel.

Beweis:
Der Brennpunkt der Parabel {\displaystyle y=ax^{2}} ist der Punkt {\displaystyle F=(0,{\tfrac {1}{4a}})}. Die Tangente in einem beliebigen Parabelpunkt {\displaystyle (x_{0},ax_{0}^{2})} hat die Gleichung
{\displaystyle y=2ax_{0}x-ax_{0}^{2}.}
Für {\displaystyle x_{0}=0} ist die Behauptung richtig, sodass im Folgenden {\displaystyle x_{0}\neq 0} vorausgesetzt werden kann.

Das Lot vom Brennpunkt aus auf die Tangente hat die Gleichung
{\displaystyle y=-{\frac {x}{2ax_{0}}}+{\frac {1}{4a}}\quad \leftrightarrow \quad 2ax_{0}x-ax_{0}^{2}=-(2ax_{0})^{2}y.}
Für den Schnittpunkt der Tangente mit dem Lot muss also
{\displaystyle y=-(2ax_{0})^{2}y}
erfüllt sein, was nur für {\displaystyle y=0} möglich ist.
Allgemeiner gilt, dass Fußpunktkurven mit einem Pol auf der Symmetrieachse der Parabel Zissoiden sind. Dabei treten vier Spezialfälle auf. Neben dem obigen Fall mit dem Brennpunkt als Pol, erhält man für den Scheitelpunkt als Pol die Zissoide des Diokles, für den am Scheitel gespiegelten Brennpunkt als Pol die (gerade) Strophoide und für den an der Leitlinie gespiegelten Brennpunkt als Pol die Trisektrix von Maclaurin.

## Parabeln der Formy = ax² + bx + c

### Peripheriewinkelsatz für Parabeln
Parabeln der Form {\displaystyle y=ax^{2}+bx+c} sind Funktionsgraphen, die durch die drei Parameter {\displaystyle a,b,c} eindeutig bestimmt sind. Man benötigt also drei Punkte, um diese Parameter zu ermitteln. Eine schnelle Methode beruht auf dem Peripheriewinkelsatz für Parabeln.

Parabel: Peripheriewinkelsatz

Um einen Winkel zwischen zwei Sehnen zu messen, führen wir für zwei Geraden, die nicht zur {\displaystyle y}-Achse parallel sind, ein Winkelmaß ein:
Für zwei Geraden {\displaystyle y=m_{1}x+d_{1},\ y=m_{2}x+d_{2}} messen wir den zu gehörigen Winkel mit der Zahl {\displaystyle m_{1}-m_{2}}.
Zwei Geraden sind parallel, wenn {\displaystyle m_{1}=m_{2}} und damit das Winkelmaß null ist.
Analog zum Peripheriewinkelsatz für Kreise gilt hier der
Peripheriewinkelsatz (für Parabeln):
Für vier Punkte {\displaystyle P_{i}=(x_{i},y_{i}),\ i=1,2,3,4,\ x_{i}\neq x_{k},i\neq k} (s. Bild) gilt:
Die vier Punkte liegen nur dann auf einer Parabel der Form {\displaystyle y=ax^{2}+bx+c}, wenn die Winkel bei {\displaystyle P_{3}} und {\displaystyle P_{4}} im obigen Winkelmaß gleich sind, d. h., wenn
{\displaystyle {\frac {(y_{4}-y_{1})}{(x_{4}-x_{1})}}-{\frac {(y_{4}-y_{2})}{(x_{4}-x_{2})}}={\frac {(y_{3}-y_{1})}{(x_{3}-x_{1})}}-{\frac {(y_{3}-y_{2})}{(x_{3}-x_{2})}}.}
(Beweis durch Nachrechnen. Dabei kann man für die eine Richtung voraussetzen, dass die Punkte auf einer Parabel {\displaystyle y=ax^{2}} liegen.)

### 3-Punkte-Form einer Parabel
Analog zur 2-Punkte-Form einer Gerade (Steigungswinkel werden mit der Steigung gemessen) folgt aus dem Peripheriewinkelsatz für Parabeln die
3-Punkte-Form (für Parabeln):
Die Gleichung der Parabel durch 3 Punkte {\displaystyle P_{i}=(x_{i},y_{i}),\ i=1,2,3,\ x_{i}\neq x_{k},i\neq k} ergibt sich durch Auflösen der Gleichung
{\displaystyle {\frac {({\color {red}y}-y_{1})}{({\color {green}x}-x_{1})}}-{\frac {({\color {red}y}-y_{2})}{({\color {green}x}-x_{2})}}={\frac {(y_{3}-y_{1})}{(x_{3}-x_{1})}}-{\frac {(y_{3}-y_{2})}{(x_{3}-x_{2})}}}
nach y.

## Parabel in Polarkoordinaten
Eine Parabel, die in kartesischen Koordinaten durch {\displaystyle y^{2}=4fx} beschrieben ist, erfüllt in Polarkoordinaten die Gleichung
{\displaystyle r(\varphi )=4f{\frac {\cos(\varphi )}{\sin ^{2}(\varphi )}}\quad {\text{mit}}\varphi \in \left[-{\tfrac {\pi }{2}},{\tfrac {\pi }{2}}\right]\setminus \{0\}.}
Ihr Brennpunkt ist {\displaystyle (f,0)}. Legt man den Koordinatenursprung in ihren Brennpunkt, gilt für sie die polare Gleichung
{\displaystyle r(\varphi )={\frac {2f}{1-\cos(\varphi )}}{\text{ mit }}\varphi \neq 2\pi k.}

## Graphische Multiplikation

Graphische Multiplikation von 2 und 3 mithilfe einer Normalparabel

Eine Normalparabel ist eine „Multiplikationsmaschine“: Man kann mit ihr auf graphischem Wege das Produkt zweier Zahlen berechnen. Dazu zeichnet man zunächst die Normalparabel {\displaystyle y=x^{2}} in ein kartesisches Koordinatensystem ein. Die zu multiplizierenden Faktoren trägt man auf der {\displaystyle x}-Achse ab und bestimmt für jeden Wert einen Punkt auf der Parabel. Sind die Zahlen mit {\displaystyle a} und {\displaystyle b} bezeichnet, ergeben sich also zwei Punkte {\displaystyle P(a|a^{2})} und {\displaystyle Q(b|b^{2})}. Die Gerade durch {\displaystyle P} und {\displaystyle Q} schneidet die {\displaystyle y}-Achse in einem Punkt, dessen {\displaystyle y}-Koordinate den Wert {\displaystyle -a\cdot b} hat. Im Grenzfall {\displaystyle a=b} ergibt sich die Gerade als Tangente an die Parabel.
Falls {\displaystyle a} und {\displaystyle b} gleiches Vorzeichen haben, ist es praktikabler, einen der Faktoren in negativer Richtung aufzutragen anstatt später das Vorzeichen des Ergebnisses umzudrehen, so geschehen im Beispiel mit den Werten {\displaystyle a=3} und {\displaystyle b=2}. Hier trägt man die Faktoren als {\displaystyle x}-Werte mit unterschiedlichen Vorzeichen in das Koordinatensystem ein, nämlich als {\displaystyle P(-3|9)} und {\displaystyle Q(2|4)}. Verbindet man die Punkte durch eine Gerade, so erkennt man, dass der Schnittpunkt der Geraden mit der {\displaystyle y}-Achse gleich 6 = 2·3 ist.

## Parabeln als quadratische Bézierkurven
Eine quadratische Bézierkurve ist eine Kurve, deren Parameterdarstellung {\displaystyle {\vec {c}}(t)} durch drei Punkte {\displaystyle P_{0}:{\vec {p}}_{0}}, {\displaystyle P_{1}:{\vec {p}}_{1}} und {\displaystyle P_{2}:{\vec {p}}_{2}} bestimmt wird:
{\displaystyle {\begin{aligned}{\vec {c}}(t)\ &=\ \sum _{i=0}^{2}{\binom {2}{i}}t^{i}(1-t)^{2-i}{\vec {p}}_{i}\\\ &=\ (1-t)^{2}{\vec {p}}_{0}+2t(1-t){\vec {p}}_{1}+t^{2}{\vec {p}}_{2}\\\ &=\ ({\vec {p}}_{0}-2{\vec {p}}_{1}+{\vec {p}}_{2})t^{2}+(-2{\vec {p}}_{0}+2{\vec {p}}_{1})t+{\vec {p}}_{0}{\text{ , }}t\in [0,1]\end{aligned}}}
Diese Kurve ist ein Parabelbogen (s. Abschnitt: Parabel als affines Bild der Normalparabel).

## Parabeln und numerische Integration

Simpson-Regel:
Parabelbogen ersetzt Kurventeil

Bei der numerischen Integration nähert man den Wert eines bestimmten Integrals dadurch an, dass man den Graphen der zu integrierenden Funktion
durch Parabelbögen annähert und integriert diese. Dies führt zur Simpsonregel, siehe Bild.
{\displaystyle \int _{a}^{b}f(x)\,\mathrm {d} x\approx {\frac {b-a}{6}}\cdot \left(f(a)+4f\left({\frac {a+b}{2}}\right)+f(b)\right)}
Die Güte der Approximation wird dadurch erhöht, dass man die Unterteilung vergrößert und den Graphen durch entsprechend viele Parabelbögen ersetzt und diese integriert.

## Parabeln als ebene Schnitte von Quadriken
Folgende Flächen zweiter Ordnung (Quadriken) besitzen Parabeln als ebene Schnitte:
- Elliptischer Kegel[7] (siehe auch Kegelschnitt)
- Parabolischer Zylinder
- Elliptisches Paraboloid[8]
- Hyperbolisches Paraboloid
- Einschaliges Hyperboloid[9]
- Zweischaliges Hyperboloid[10]

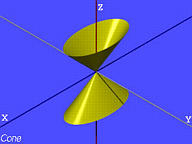
Elliptischer Kegel
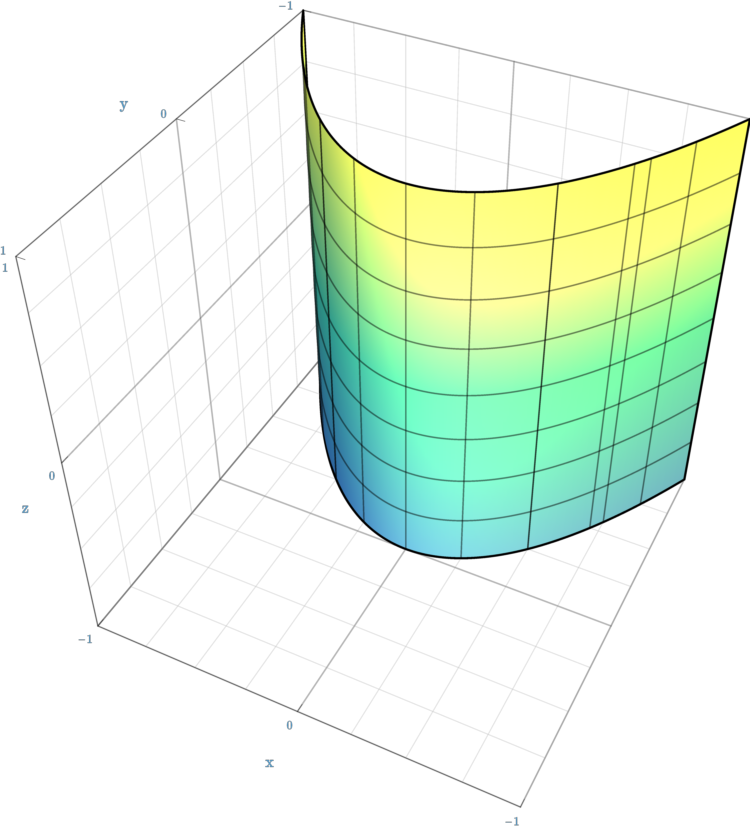
Parabolischer Zylinder
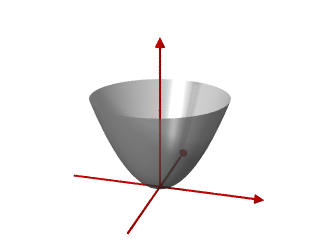
Elliptisches Paraboloid
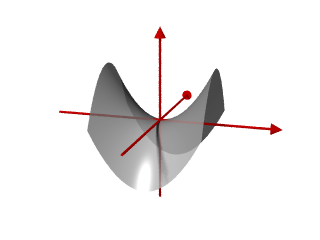
Hyperbolisches Paraboloid
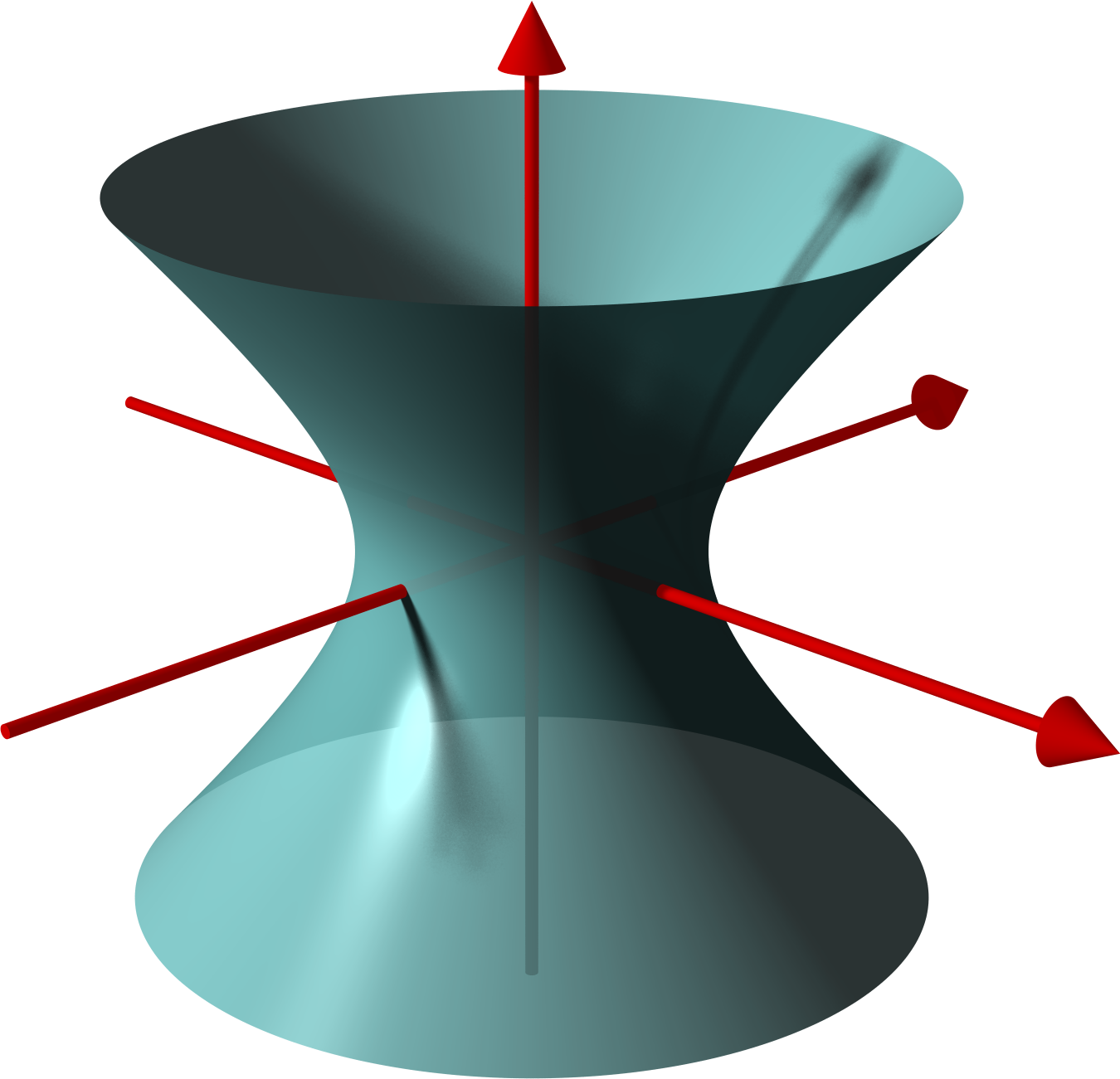
Einschaliges Hyperboloid
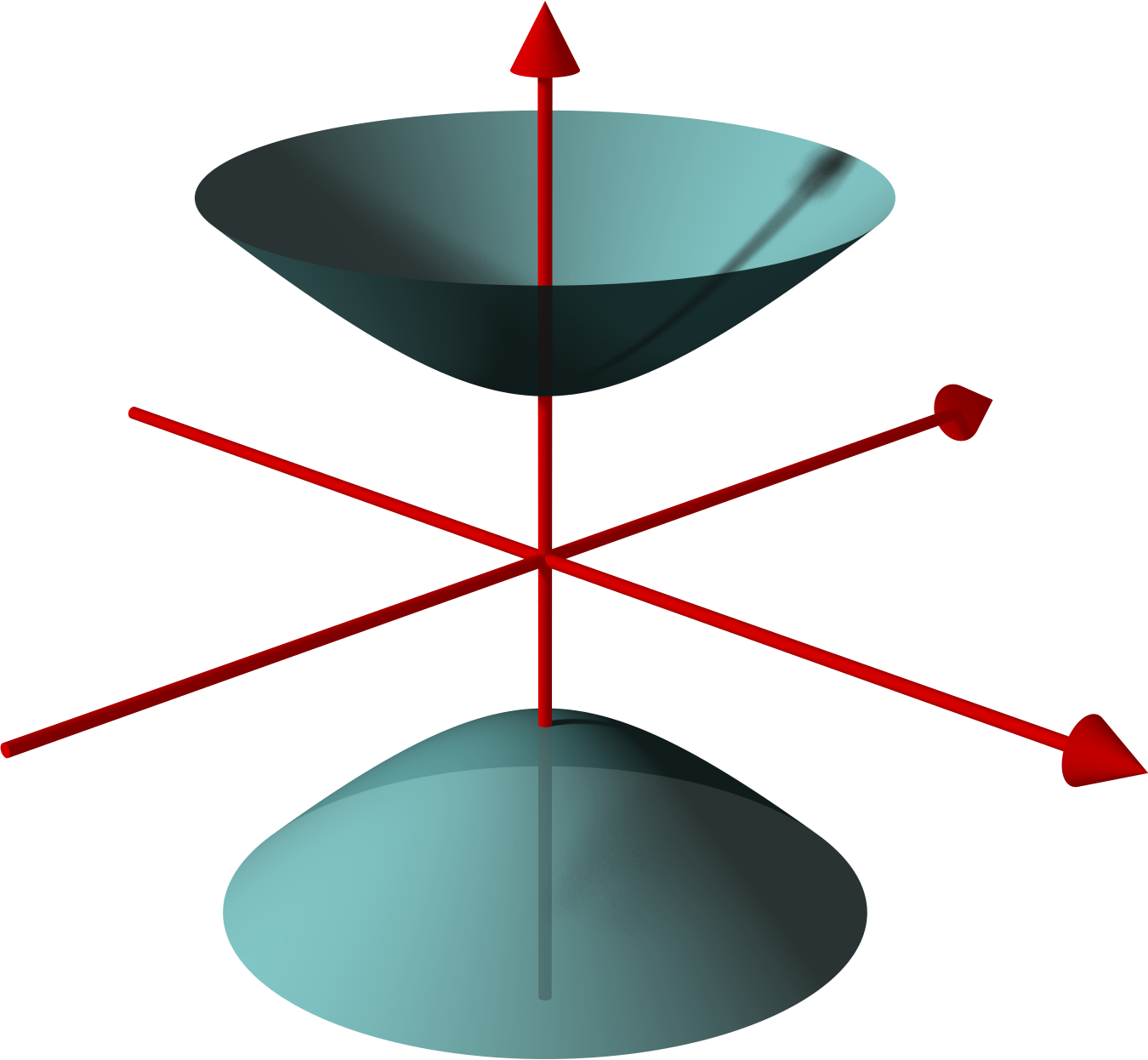
Zweischaliges Hyperboloid

## Laguerre-Ebene: Geometrie der Parabeln
Eine Laguerre-Ebene ist im klassischen Fall eine Inzidenzstruktur, die im Wesentlichen die Geometrie der Kurven {\displaystyle y=ax^{2}+bx+c}, das sind Parabeln und Geraden, in der reellen Anschauungsebene beschreibt. Als Verbindungskurven stehen hier nicht nur Geraden, sondern auch Parabeln zur Verfügung. Z. B. gibt es in einer Laguerre-Ebene zu drei Punkten mit verschiedenen x-Koordinaten genau eine solche Verbindungskurve.

## Parabel als Trisektrix

Exakte Winkeldrittelung mit einer Parabel

Eine Parabel lässt sich auch als Trisektrix verwenden, das heißt mit ihr als zusätzlichem Hilfsmittel ist die exakte Dreiteilung beliebiger Winkel mit Zirkel und Lineal möglich. Man beachte, dass dies nicht im Widerspruch zur Unmöglichkeit der Winkeldreiteilung mit Zirkel und Lineal steht, da nach den klassischen Regeln für Konstruktionen mit Zirkel und Lineal die Verwendung von Parabeln nicht erlaubt ist.
Um einen {\displaystyle \angle AOB} zu dritteln, platziert man seinen Schenkel {\displaystyle OB} auf der x-Achse, so dass der Scheitel {\displaystyle O} im Ursprung des Koordinatensystems liegt. Das Koordinatensystem enthält außerdem den Graphen der Parabel {\displaystyle y=2x^{2}}. Vom Schnittpunkt des Einheitskreises um den Ursprung mit dem zweiten Winkelschenkel {\displaystyle OA} fällt man das Lot auf die y-Achse. Die Mittelsenkrechte des Lots und die Tangente an den Einheitskreis im Punkt {\displaystyle (0,1)} schneiden sich in einem Punkt {\displaystyle C}. Dann schneidet der Kreis um {\displaystyle C} mit Radius {\displaystyle |OC|} die Parabel in {\displaystyle P_{1}} und das Lot von {\displaystyle P_{1}} auf die x-Achse schneidet den Einheitskreis in {\displaystyle P_{2}}. Der Winkel {\displaystyle \angle BOP_{2}} beträgt nun exakt ein Drittel des Ausgangswinkels {\displaystyle \angle AOB}.
Die Korrektheit dieser Konstruktion kann man nachweisen, indem man zeigt, dass die x-Koordinate von {\displaystyle P_{1}} den Wert {\displaystyle \cos(\alpha )} besitzt. Das Gleichungssystem bestehend aus der Gleichung des Kreises um C und der Parabel liefert für die x-Koordinate von {\displaystyle P_{1}} die kubische Gleichung {\displaystyle 4x^{3}-3x-\cos(3\alpha )=0}. Anhand der trigonometrischen Identität {\displaystyle \cos(3\alpha )=4\cos(\alpha )^{3}-3\cos(\alpha )} sieht man nun sofort, dass {\displaystyle \cos(\alpha )} eine Lösung der kubischen Gleichung ist.
Diese Art der Winkeldreiteilung geht auf René Descartes zurück, der sie in seinem Buch La Geometria (1637) beschrieb.

## Parabel höherer Ordnung
Unter einer Parabel n-ter Ordnung versteht man den Graph eines Polynoms {\displaystyle n}-ten Grades (im Gegensatz zu den Graphen von e-Funktion oder Wurzelfunktion, …). Eine Parabel 3. Ordnung wird auch kubische Parabel genannt.
Also: Nur im Fall {\displaystyle n=2} ist eine Parabel höherer Ordnung eine gewöhnliche Parabel.

## Neilsche Parabel
Die Neilsche Parabel oder semikubische Parabel ist eine algebraische Kurve 3. Ordnung:
- Kartesische Koordinatengleichung: {\displaystyle y^{2}-a^{2}x^{3}\,=\,0} mit einem reellen Parameter {\displaystyle a>0}
- Explizit: {\displaystyle y=\pm ax^{\frac {3}{2}}}

Sie ist keine Parabel im üblichen Sinne, d. h. kein Kegelschnitt.

## Parabely = x²über einem beliebigen Zahlkörper
Betrachtet man in einer affinen Ebene über einem beliebigen (kommutativen) Körper {\displaystyle K} die Punktmenge, die der Parabelgleichung {\displaystyle y=x^{2}} genügt, so bleiben viele Eigenschaften der reellen Normalparabel, die mit „schneiden“, „verbinden“ und „parallel“ formuliert werden und deren Beweise nur Multiplikation/Division und Addition/Subtraktion verwenden, erhalten. Z. B.:
- Eine Gerade schneidet die Parabel {\displaystyle y=x^{2}} in höchstens zwei Punkten.
- Durch jeden Parabelpunkt {\displaystyle (x_{0},x_{0}^{2})} gibt es (neben der Geraden {\displaystyle x=x_{0}}) genau eine Gerade, die mit der Parabel nur den Punkt {\displaystyle (x_{0},x_{0}^{2})} gemeinsam hat, und zwar die Tangente: {\displaystyle y=2x_{0}x-x_{0}^{2}}. Eine Gerade ohne Schnittpunkt heißt Passante, eine mit zwei Schnittpunkten Sekante.

Unterschiede zum reellen Fall:
1. Für {\displaystyle K=\mathbb {Q} } (rationale Zahlen) ist die Gerade {\displaystyle y=2} eine Passante, denn die Gleichung {\displaystyle x^{2}=2} hat in {\displaystyle \mathbb {Q} } keine Lösung.
2. Für {\displaystyle K=\mathbb {C} } (komplexe Zahlen) gibt es keine Passanten. Z. B.: {\displaystyle y=-1} schneidet die Parabel in den Punkten {\displaystyle (i,-1),(-i,-1)}.
3. Hat der Körper die Charakteristik 2 (d. h., es gilt {\displaystyle 1+1=0}), so gibt es unter den Geraden {\displaystyle y=d} keine Sekanten, da jede Gleichung {\displaystyle x^{2}=d} im Fall Charakteristik 2 höchstens eine Lösung hat (es gibt kein „{\displaystyle \pm }“). Die Tangente im Parabelpunkt {\displaystyle (x_{0},x_{0}^{2})} hat (bei Charakteristik 2) die Gleichung {\displaystyle y=x_{0}^{2}}. D. h., alle Tangenten sind parallel zur {\displaystyle x}-Achse.

## Parabel, Kettenlinie und ihre Anwendungen in der Statik

Approximation von cosh durch eine Parabel (rot)

Parabeln sind wichtige Grundformen in der Statik. Beispielsweise bildet die Stützlinie eines über seine Spannweite gleichmäßig belasteten Bogens eine Parabel, so dass z. B. zahlreiche Stab- bzw. Fachwerktragwerke (z. B. Fischbauchträger, Bogenbrücken, Langersche Balken usw.) annähernd Parabelform aufweisen. Gleiches gilt für Hängebrücken. Voraussetzung ist streng genommen jeweils, dass das Gewicht des Tragwerks bzw. der Seile ebenfalls über die Spannweite homogen verteilt ist oder aber nur unwesentlich zum (ansonsten homogen verteilten) Gesamtgewicht beiträgt.
Im Gegensatz zu diesen Beispielen bilden frei hängende, also nur durch ihr Eigengewicht belastete Ketten oder Seile keine Parabeln, sondern sogenannte Kettenlinien. Eine Kettenlinie wird, auch wenn sich die Kurven ähneln, nicht durch eine quadratische Funktion, sondern durch den Kosinus hyperbolicus beschrieben. Mathematisch drückt sich die Ähnlichkeit dadurch aus, dass der Kosinus hyperbolicus sich in die Reihe
{\displaystyle \cosh x=\sum _{n=0}^{\infty }{\frac {x^{2n}}{(2n)!}}={\color {red}1+{\frac {x^{2}}{2}}}+{\frac {x^{4}}{24}}+{\frac {x^{6}}{720}}+\dots }
entwickeln lässt. Die ersten beiden Terme (rot) beschreiben eine Parabel und können als Approximation der cosh-Funktion für kleine Beträge von {\displaystyle x} verwendet werden.

## Vorkommen

Natur – Technik – Architektur
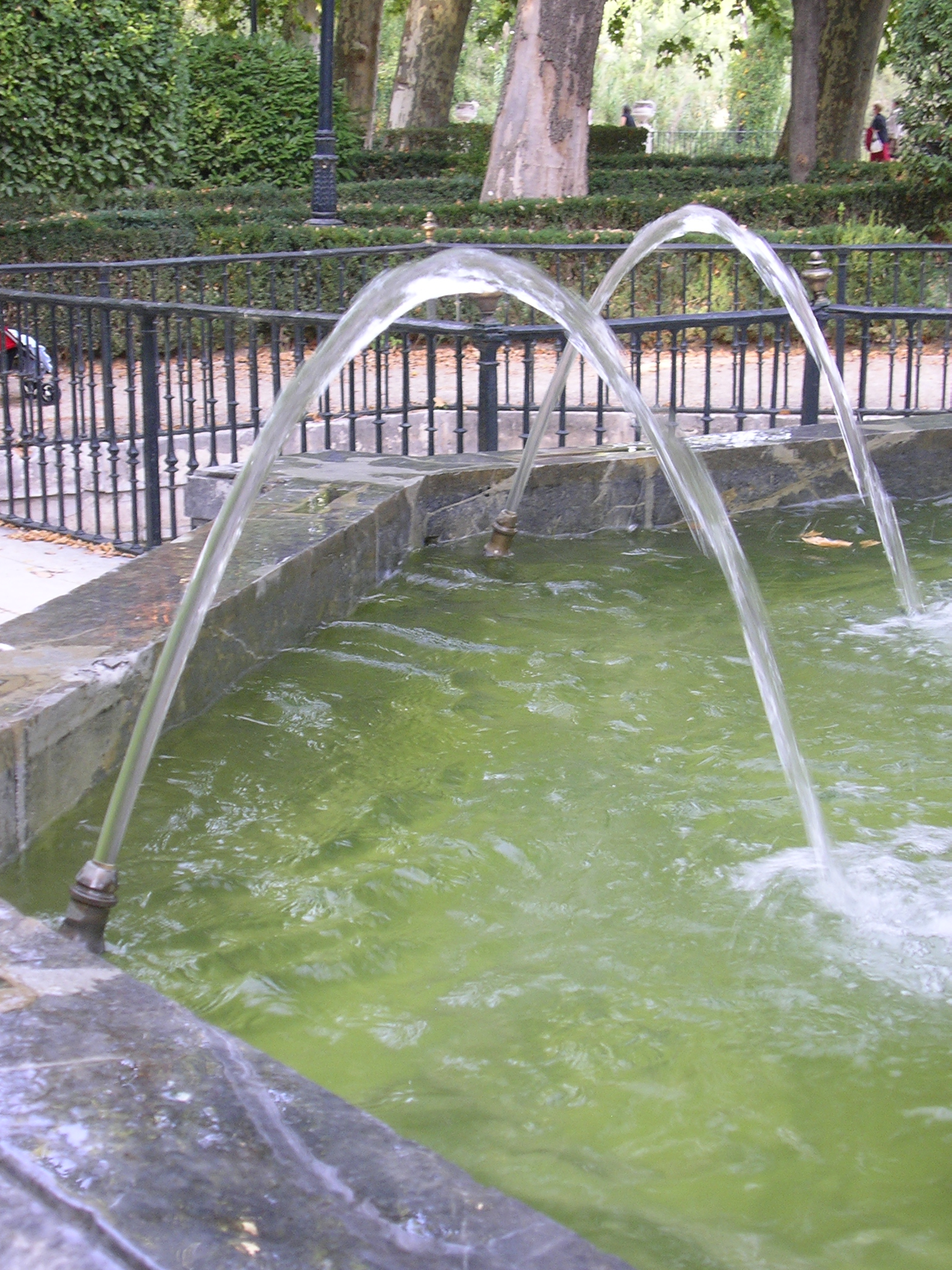
Der Wasserstrahl erzeugt, ohne Beachtung der Verluste durch Reibung, eine Parabel
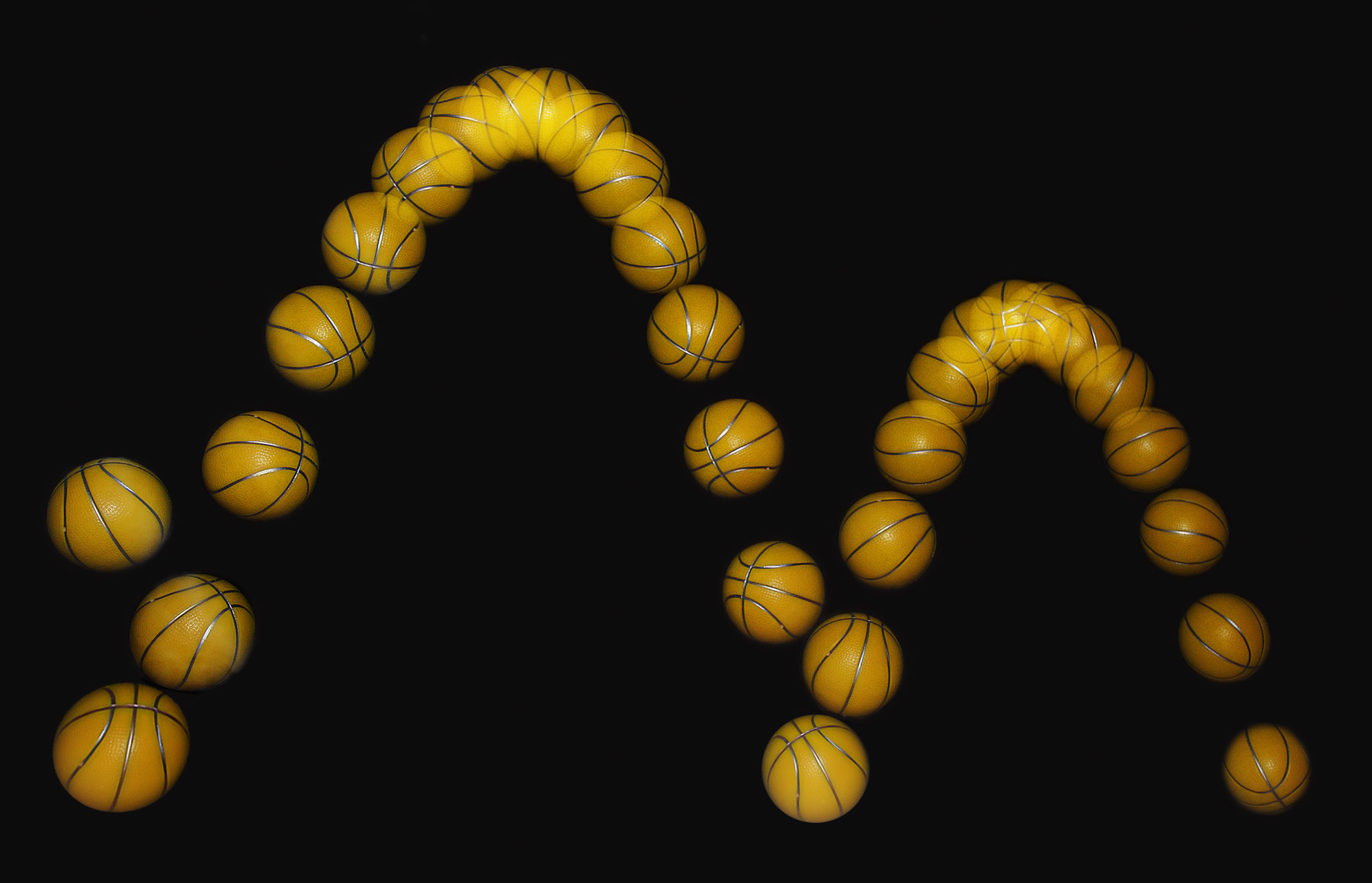
Ein hüpfender Ball beschreibt, bei vernachlässigten Reibungsverlusten, Parabelbögen
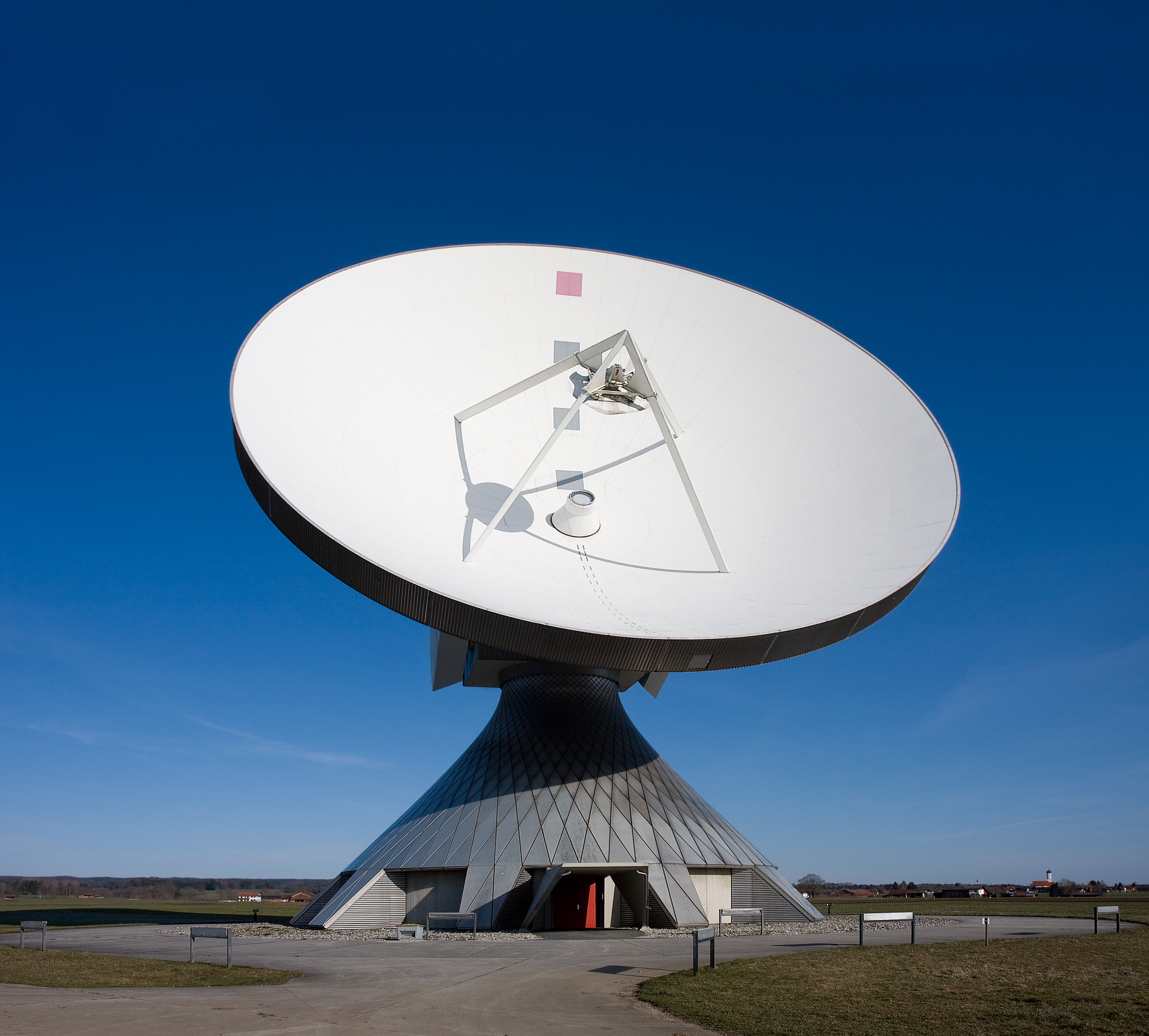
Parabolantenne der Erdfunkstelle Raisting, Bayern
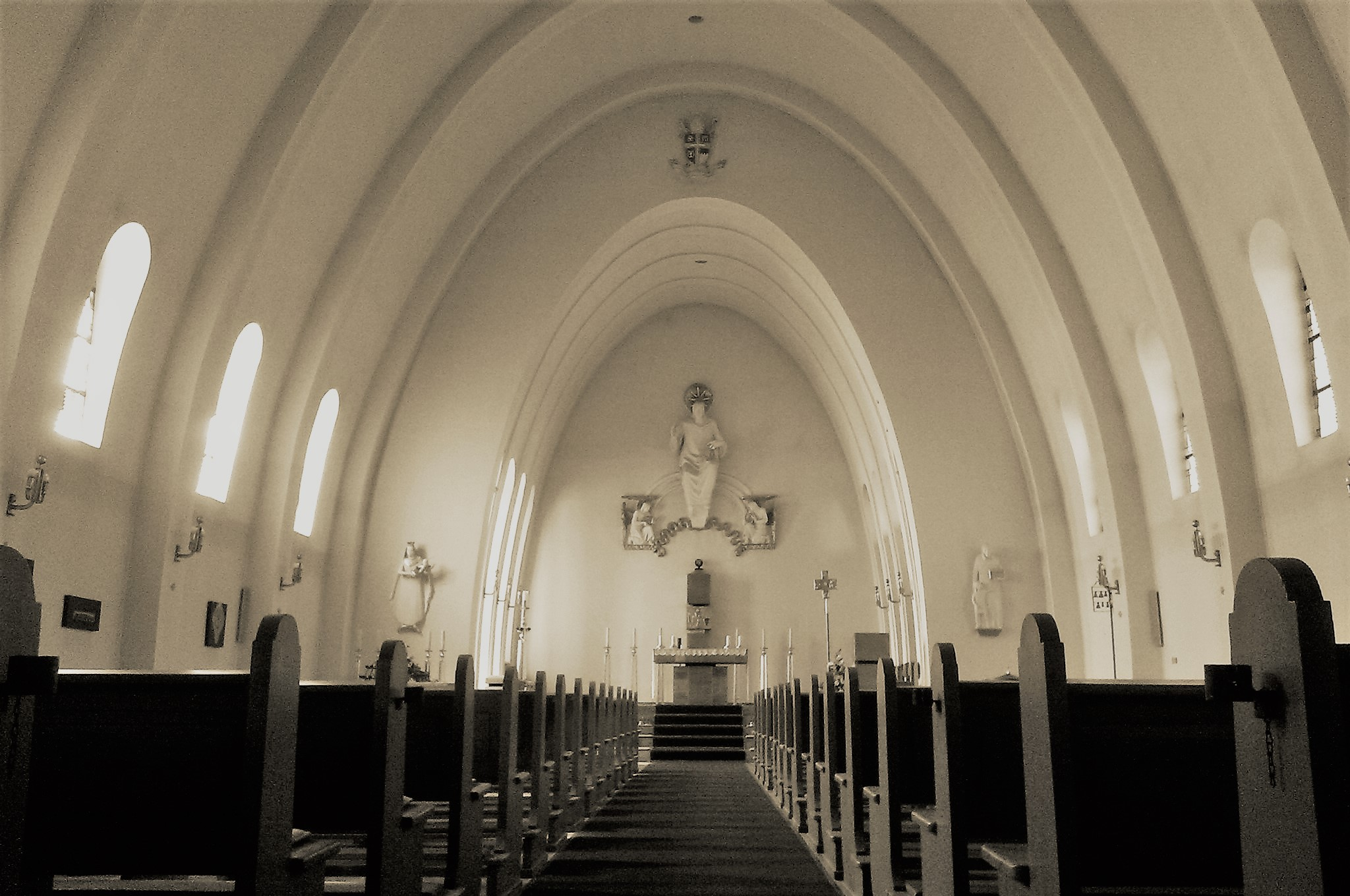
St. Vinzenz (Kitzingen), das Langhaus als Parabel-Tonnengewölbe
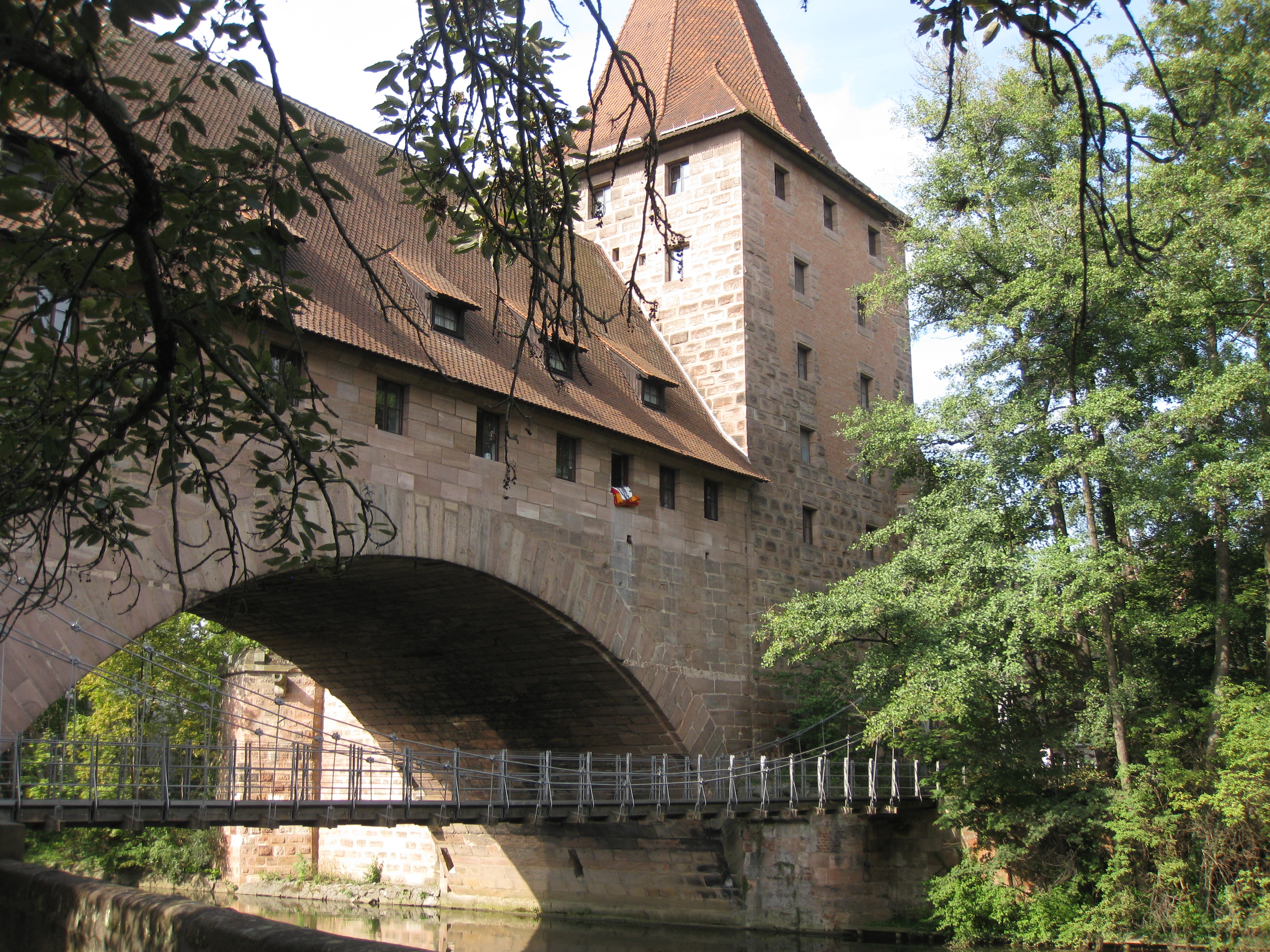
Nürnberg, Bogenbrücke und Kettensteg (Prinzip Kettenbrücke) über die Pegnitz
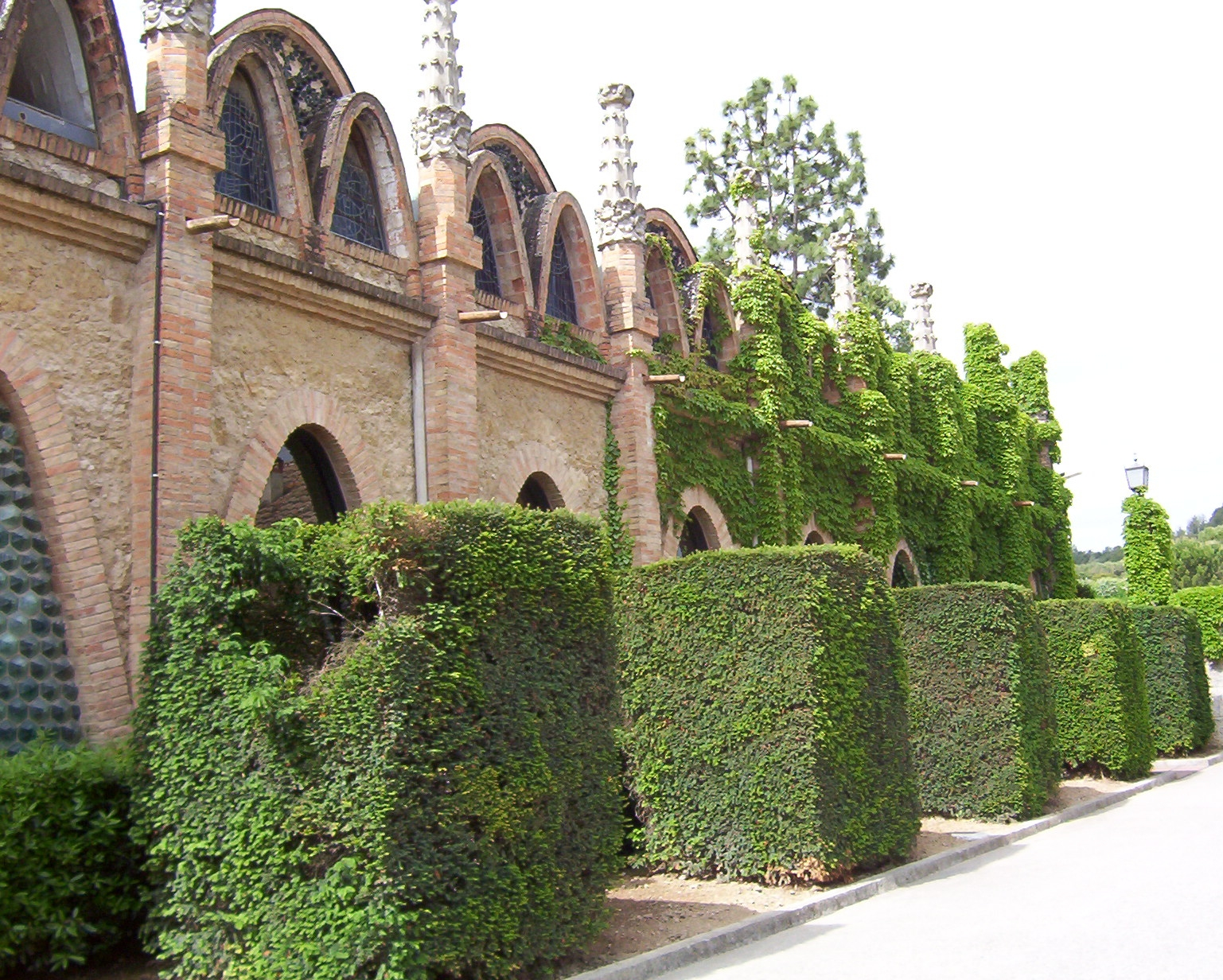
Parabelbögen am Stammhaus von Codorníu